# Воскресенське (Прилуцький район)
Воскре́сенське — село в Україні, у Прилуцькому районі Чернігівської області. Входить до складу Варвинської селищної громади. Населення становить 76 осіб.

## Історія
На мапі Шуберта 1869 року - х.Воскресенской.
У 1911 році на хуторі Воскре́сенському Антонівської волості Пирятинського повіту Полтавської губенії жило  68 осіб (32 чоловічої та 36 жіночої статі)
На мапі РСЧА 1941 року - нлх. Вперед.

## Населення
Згідно з переписом УРСР 1989 року чисельність наявного населення села становила 93 особи, з яких 40 чоловіків та 53 жінки.
За переписом населення України 2001 року в селі мешкали 73 особи.

### Мова
Розподіл населення за рідною мовою за даними перепису 2001 року:
| Мова       | Відсоток |
| ---------- | -------- |
| українська | 98,68 %  |
| російська  | 1,32 %   |